# The Healers
 (septembre 2019).
Si vous disposez d'ouvrages ou d'articles de référence ou si vous connaissez des sites web de qualité traitant du thème abordé ici, merci de compléter l'article en donnant les références utiles à sa vérifiabilité et en les liant à la section « Notes et références ».
The Healers est le backing band accompagnant Johnny Marr sur l'album Boomslang paru en 2003. 
Johnny Marr est avant tout connu pour avoir été le guitariste de The Smiths dans les années 1980. Après diverses collaborations et productions (The The, Electronic), ce n'est qu'au début des années 2000 que Marr refait un disque qui lui ressemble. Derrière Marr, The Healers comprend alors le bassiste Aleza Bevan (Kula Shaker) et le batteur Zak Starkey (fils de Ringo Starr). Aleza Bevan est né dans la banlieue ouest de Londres le 24 octobre 1970 dans une famille d'origine galloise. Il fonde le groupe Kula Shaker en 1995 avec le chanteur et guitariste Crispian Mills. Le groupe obtient le succès dans son pays entre 1996 et 1999, se classant dans divers Top 10 de l'UK Singles Chart, avec des morceaux comme Tattva, Hey Dude, Govinda, Hush, et Sound of Drums. Zak Starkey, quant à lui, est le fils du célèbre batteur des Beatles (Richard Starkey alias Ringo Starr) et de sa première épouse, Maureen Cox. Il a été le troisième batteur d'Oasis et le quatrième batteur du groupe The Who.
Boomslang (2003) est le premier et le seul album de Johnny Marr + The Healers. Il a été publié en 2003 par Artistdirect et iMusic. La définition littérale du mot boomslang est « un serpent venimeux, arboricole ... d'Afrique tropicale et australe »[réf. nécessaire]. 
L’expression « j’ai boomslang... » en Afrique du Sud signifie « être pris dans... » (comme un serpent boomslang suspendu à un arbre). Le single paru en 2001 The Last Ride - et les faces B Need It et Long Gone - sont inclus dans l'album. Down On the Corner est également sorti en single, promu par une apparition dans The Late Late Show avec Craig Kilborn en février 2003. Bangin 'On est sorti en tant que single en 2003 et a obtenu la 78e place au Royaume-Uni, avec deux inédits en face B : Here It Comes et Get Me Wrong.

## Titres
Tous morceaux composés par Johnny Marr ; sauf indication :
1. The Last Ride – 4:28
2. Caught Up – 4:27
3. Down On the Corner – 4:25
4. Need It – 5:47
5. You Are the Magic – 7:09
6. InBetweens (Zak Starkey, Alonza Bevan, Adam Gray, Marr) – 3:39
7. Another Day – 4:58
8. Headland – 1:34
9. Long Gone – 4:39
10. Something to Shout About – 4:22
11. Bangin' On – 5:06

## Membres
Johnny Marr + The Healers
- Johnny Marr - voix, guitare (titres 1-7, 9-11), synthétiseur (titre 1, 10, 11), orgue (titre 6), mélodica (titre 10)
- Alonza Bevan - basse (titres 1-7, 9, 11), piano électrique, enregistrement, chœur (titre 7)
- Zak Starkey - batterie (titres 1-7, 9, 11), percussions (titres 2, 3, 6, 7, 9, 11)

avec :
- Lee Spencer - synthétiseur (titres 1, 4, 5, 11), effets (titre 11)
- Liz Bonney - percussions (titres 4, 5, 11)
- Jonni Musgrave - piano (titre 3)
- Dave Tolan - percussions (titre 7)
- Damien Foster, Denise Johnson - chœurs (titre 5)